# Benoismadonnan
Madonnan med barnet eller Benoismadonnan är en oljemålning som är attribuerad till den italienske renässanskonstnären Leonardo da Vinci. Den målades omkring 1478–1480 och ingår sedan 1914 i samlingarna på Eremitaget i Sankt Petersburg. 
"Madonnan med barnet" är ett av konsthistoriens vanligaste motiv, särskilt under renässansen, och skildrar Jungfru Maria och Jesusbarnet. För att särskilja tavlan benämns Leonardos målning vanligen "Benoismadonnan" efter den ryske arkitekten Leontij Benois (1856–1928) och hans hustru Maria som var dess sista privata ägare. Ett annat alternativt namn är "Madonnan med blomman" på grund av den lilla vita blomma som Maria håller i sin hand och som förebådar Jesu korsfästelse.
Leonardo blev 1472 – vid 20 års ålder – målarmästare och medlem av S:t Lukasgillet i Florens där han verkade till 1482 då han flyttade till Milano. Till en början var han i lära hos konstnären Andrea del Verrocchio, men lämnade honom 1477–1478 då han kom under Lorenzo de' Medicis beskydd. Endast ett fåtal verk från hans ungdomstid i Florens är bevarade, däribland två madonnabilder. Förutom Benoismadonnan målade han även Madonnan med nejlikan vid samma tidpunkt. 
Leonardos ungdomliga madonna är ovanlig genom att hon avbildas med mjuka och personliga drag och med moderiktiga 1400-talskläder, och ser därför inte ut som dåtidens idealporträtt. Målningen är utförd i sfumatoteknik som innebär en blandning av färger och nyanser som är så subtil, att allt smälter samman och ger en "disig" effekt. Tavlan tjänade som inspiration för flera yngre renässansmålare, däribland Rafael vars verk Madonnan med nejlikan har påtagliga likheter med Benoismadonnan.